# 개포역
개포역(Gaepo station, 開浦驛)은 경상북도 예천군 개포면 풍정리에 위치한 경북선의 철도역이다.
여객취급보다는 화물수송 위주로 취급하며, 인근에 예천공항이 있어 군유류 수송에 중요한 역할을 한다. 화물용으로 운전취급을 한다는 점 때문에, 여객 수요가 극히 적음에도 불구하고 보통역의 지위를 갖고 있었으나 2015년 12월 15일 무배치간이역으로 격하되었다.

## 연혁
- 1928년 11월 1일 : 배치간이역으로 영업 개시[1]
- 1940년 5월 16일 : 차급화물 취급 개시[2]
- 1944년 10월 1일 : 경북선 점촌~안동 구간 폐선으로 폐역
- 1965년 10월 13일 : 현 역사 준공
- 1966년 1월 27일 : 경북선 점촌~영주 구간 개통과 함께 보통역으로 영업 재개[3]
- 1976년 7월 10일 : 일반화물 취급 중지[4]
- 1991년 9월 1일 : 소화물 취급 중지[5]
- 1977년 10월 1일 : 공군 전용선 개통
- 2015년 12월 15일 : 무배치간이역으로 격하 및 철도승차권 단말기 철거

### 승강장
| ↑예천  |
| 1 2 \| |
| 용궁↓  |

| 1 | 경북선 | 무궁화호 | 영주 방면 |
| 2 | 경북선 | 무궁화호 | 김천 방면 |

## 인접한 역
| 경북선        | 경북선        | 경북선         |
| ------------- | ------------- | -------------- |
| 예천 영주방면 | 무궁화 경북선 | 용궁 김천 방면 |